# Ischnocnema karst
Ischnocnema karst es una especie de anfibio anuro de la familia Brachycephalidae.

## Distribución geográfica
Esta especie es endémica de Minas Gerais en Brasil. Se encuentra a 755 metros sobre el nivel del mar en Arcos.

## Publicación original
- Canedo, Targino, Leite & Haddad, 2012: A New Species of Ischnocnema (Anura) from the São Francisco Basin Karst region, Brazil. Herpetologica, vol. 68, n.º 3, p. 393-400.[2]